# Ceratotenuiala echigoensis
Ceratotenuiala echigoensis är en kvalsterart som beskrevs av Aoki och Maruyama 1983. Ceratotenuiala echigoensis ingår i släktet Ceratotenuiala och familjen Tenuialidae. Inga underarter finns listade i Catalogue of Life.